# Neutralidade benevolente
Na diplomacia, a neutralidade benevolente significa o favorecimento de um dos beligerantes em uma guerra por um país neutro. Tal termo foi usado pelos alemães em 1912 em negociação com os britânicos a respeito da Missão Haldane. A Alemanha exigiu que a Grã-Bretanha prometesse “neutralidade benevolente” em relação à Alemanha, caso esta estivesse em uma guerra defensiva. Se a Grã-Bretanha o fizesse, colocaria em risco a sua aliança informal com a França, pelo que o ministro dos Negócios Estrangeiros , Edward Gray, recusou. Gray mais tarde usou o termo em 1914 para descrever a política externa dos EUA sobre o envolvimento na Primeira Guerra Mundial.
Distingue-se da neutralidade estrita porque os Estados Unidos tiveram algumas políticas favoráveis em relação aos Aliados, por exemplo, através de decisões comerciais geralmente favoráveis, que foram acentuadas pela melhor disponibilidade de informações sobre os Aliados e pelo estado preexistente da opinião pública. Eventualmente, a neutralidade benevolente favoreceu ainda mais os Aliados, permitindo-lhes empréstimos e armas. A descrição de Grey ficaria ultrapassada, pois os Estados Unidos entrariam num estado de neutralidade armada, com a declaração do compromisso de Sussex após o primeiro aviso do presidente dos EUA, Woodrow Wilson, aos alemães.